# قطعنامه ۱۵۶۴ شورای امنیت
قطعنامه ۱۵۶۴ شورای امنیت سازمان ملل متحد که در تاریخ ۱۸ سپتامبر ۲۰۰۴ (۲۸ شهریور ۱۳۸۳) شد، سندی بین‌المللی دربارهٔ بررسی وضعیت در مورد سودان است. این قطعنامه طی نشست ۵۰۴۰ام با ۱۱ رای موافق، ۰ مخالف و ۴ ممتنع تصویب شد.